# Pachyplocia griseata
Pachyplocia griseata là một loài bướm đêm trong họ Geometridae.